# Nýdek-Schanze
Die Nýdek-Schanze in Třinec besteht aus zwei Skisprungschanzen der Kategorie K 24 und K 40. Die Schanzen sind mit Matten belegt. Die K-70-Schanze existiert noch, aber es wird auf ihr nicht mehr gesprungen.

## Geschichte
Von den 1930er Jahren bis etwa 1950/51 existierte schon eine Schanze. Einige Jahre später plante man eine neue Schanze zu bauen. Im Jahr 1957 wurde die K-70-Schanze eingeweiht. Die Schanze hatte einen 10 Meter hohen Anlaufturm aus Stahl und einen Schlepplift. Auf der K-60-Schanze wurden bis 1967/68 internationale Springen ausgetragen. 1976 hat man nicht weit von der K-70-Schanze eine K-24- und K-40-Schanze gebaut. Die zwei neuen Schanzen dienen für Nachwuchsspringern. Durch die installierte Schanzenbeleuchtung können im Sommer und Winter Nachtspringen abgehalten werden. Die beiden kleinen Schanzen wurden 2008 renoviert und mit neuen Matten belegt.